# League1 Colombie-Britannique
La League1 Colombie-Britannique (en anglais : League1 British Columbia) est une ligue semi-professionnelle de soccer masculin et féminin créée en 2021 sous l'égide de BC Soccer, affiliée à l'Association canadienne de soccer.
Cette ligue est la plus haute division de soccer à la Colombie-Britannique et est reconnue de niveau division 3 au Canada, au même titre que la League1 Ontario et la Ligue1 Québec.

## Histoire
En 2016, la BC Soccer, la fédération provinciale du soccer de la Colombie-Britannique, fait de la recherche sur la possibilité de créer une «ligue de soccer régionale de la 3e division». L’attente fut que cette ligue commencera en 2018 avec huit clubs. Cependant, rien ne s’est concrétisé,.
En juin 2019, la BC Soccer recommence le travail de créer cette ligue. Son attente était que les compétitions commenceront en 2021 avec au moins 6 clubs. Cette fois, la BC Soccer exige aussi que chaque club participant doit s’investir dans une participation d’au moins trois années et chaque club doit participer aux compétitions masculines et aux compétitions féminines. À l’autre côte, cette ligue va accepter des équipes réserves des clubs professionnels, donné que ces équipes ne s’appellent pas «réserve», «moins de 23 ans», etc.,.
Le 5 octobre 2021, la BC Soccer lance officiellement la League1 Colombie-Britannique et annonce que les compétitions commenceront en mai 2022,. Sept équipes participeront aux compétitions de la 1re saison.

## Participants en 2023
| Club                    | Ville                                    | Stade                    | Début en L1CB |
| ----------------------- | ---------------------------------------- | ------------------------ | ------------- |
| Altitude FC             | North Vancouver                          | Terrain Kingsman         | 2022          |
| Rivers FC               | Kamloops                                 | Stade Hillside (en)      | 2022          |
| TSS Rovers FC           | Burnaby                                  | Stade Swangard           | 2022          |
| Unity FC                | Langley                                  | Terrain Chase Office     | 2022          |
| Nautsa’mawt FC          | Terres de la dotation universitaire (en) | Stade Thunderbird        | 2022          |
| Highlanders de Victoria | Saanich                                  | Stade centenniale        | 2022          |
| Whitecaps de Vancouver  | Terres de la dotation universitaire (en) | Terrain Ken Woods        | 2022          |
| Harbourside FC          | Nanaïmo                                  | Terrain Q’unq’inuqʷstuxʷ | 2023          |